# Cincinnatia vanhyningi
Cincinnatia vanhyningi är en snäckart som först beskrevs av Vanatta 1934.  Cincinnatia vanhyningi ingår i släktet Cincinnatia och familjen tusensnäckor. Inga underarter finns listade i Catalogue of Life.